# USS Kitty Hawk (CV-63)
USS Kitty Hawk (CV-63) bio je američki nosač zrakoplova u sastavu Američke ratne mornarice i prvi nosač klase Kitty Hawk po kojem je i cijela klasa dobila ime. Bio je drugi brod u službi Američke ratne mornarice koji nosi ime Kitty Hawk. Služio je od 1961. do 2009. godine. Nakon povlačenja nosača USS Independence (CV-62) iz aktivne službe, Kitty Hawk je postao drugi brod u američkoj ratnoj mornarici s najdužom službom (najduže u službi je USS Constitution) i prvi nosač po duljini službe u Američkoj ratnoj mornarici. Nakon povlačenja iz službe koje je planirano za 2012. ili 2013. USS Enterprise (CVN-65) će biti nosač zrakoplova s najdužom službom u Američkoj ratnoj mornarici.
Povučen je iz službe 2009. godine, nakon gotovo 49 godina aktivne službe i trenutno je nosač s najdužom aktivnim razdobljem u službi.

### Zajednički poslužitelj
|  | Zajednički poslužitelj ima stranicu o temi USS Kitty Hawk (CV-63)    |
|  | Zajednički poslužitelj ima još gradiva o temi USS Kitty Hawk (CV-63) |